# Гравања Сан Роко (Маса-Карара)
Гравања Сан Роко је насеље у Италији у округу Маса-Карара, региону Тоскана.
Према процени из 2011. у насељу је живело 67 становника. Насеље се налази на надморској висини од 682 м.